# Krzysztof Kusia
Krzysztof Kusia (ur. 12 września 1976) – polski futsalista, wcześniej także piłkarz, zawodnik z pola, a obecnie trener Wisły Krakbet Kraków.

## Kariera w futsalu
Pierwszym futsalowym klubem Krzysztofa Kusi był Baustal Kraków, z którym dwa razy zdobył Mistrzostwo Polski, dwa razy Puchar Polski i raz Superpuchar Polski i Puchar Ligi. Z Baustalu trafił do Kupczyka Kraków, z którym zdobył Puchar Polski. Następnym przystankiem w karierze Kusi był Clearex Chorzów, z którym zdobył dwa Mistrzostwa Polski i Superpuchar Polski. Następny klub tego zawodnika to Wisła Krakbet Kraków, z którą zdobył Mistrzostwo Polski, dwa Puchary Polski, Superpuchar Polski i Wicemistrzostwo Polski. Krzysztof Kusia wielokrotnie występował w reprezentacji Polski, po raz ostatni w 2011 roku. Wystąpił w szesnastu meczach Pucharu UEFA, w których zdobył trzy bramki. W ekstraklasie strzelił 140. bramek. W 2014 roku zakończył karierę i został trenerem Wisły Krakbet Kraków.

## Kariera w piłce nożnej
Krzysztof Kusia to wychowanek Hutnika Kraków. Później występował jeszcze w drużynach: Kabel Kraków, Proszowianka Proszowice, Górnik Wieliczka i Puszcza Niepołomice. W 2010 wystąpił w Pucharze Regionów UEFA, w którym strzelił jedną bramkę.